# Heinrich Ludwig von Erdmannsdorf

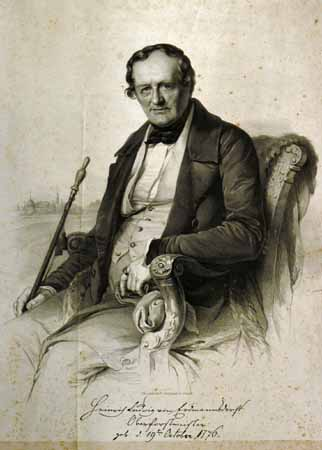
Heinrich Ludwig von Erdmannsdorf (1776–1853) auf einer Lithografie von Franz Hanfstaengl

Heinrich Ludwig von Erdmannsdorf (* 19. Oktober 1776 in Strauch; † 16. Dezember 1853 in Dresden) war ein deutscher Forstbeamter und Politiker.

## Leben und Wirken
Der Sohn von Carl Friedrich von Erdmannsdorf († 12. September 1777) erhielt seine erste Ausbildung durch einen Hauslehrer und besuchte anschließend das Pädagogium in Halle. Er schlug eine Forstlaufbahn ein. Von ihm wird berichtet, dass er Jagd- und Kammerjunker am Hof in Dresden und 1800 Oberforst- und Wildmeister in Sorau und 1812 das Gleiche auf Zschorna war. Im Winter 1806/07 erwarb er das Rittergut Zibelle. Nach dem Wiener Kongress fiel dieses an Preußen, weswegen er preußischer Forstbeamter wurde und in der Eifel, wo er die Forste nach den neuen Prinzipien umstellte, eingesetzt wurde. Im Juni 1817 erwarb er von seiner Mutter Erdmuthe Magdalena geborene von der Sahla nunmehr verwitwete Bünau († 7. September 1836) das Schloss Schönfeld, das er zuvor schon bewirtschaftet hatte. Als gewählter Rittergutsbesitzer des Meißnischen Kreises gehörte er von 1833 bis 1840 der I. Kammer des Sächsischen Landtags an. 1849 musste er sein Rittergut Zschorna verkaufen. Das Schloss Schönfeld wurde von seinem Sohn Heinrich Otto von Erdmannsdorf übernommen.
Er war seit 1802 mit Auguste von Houwald aus Straupitz verheiratet, mit der er elf Kinder zeugte. Er starb in Dresden, wohin er sich 1849 zurückgezogen hatte.

## Werke
- Unterthänigste Relation von dem, was ich auf dem Ziegelrodaer, dem Oberförster Zimmermann gnädigst anvertrauten Reviere, im Amte Wendelstein, unter die Oberforstmeisterei Weissenfels gehörig, zu bemerken Belegenheit befunden. 1810